# Mythologie van de Irokezen
De Mythologie van de Irokezen is het stelsel van sagen en legenden van de Irokezen (ook Iroquois), een confederatie van afwisselend vijf of zes indianenstammen.
De mythologie bevat een scheppingsverhaal met verschillende scheppers, en associeert specifieke en persoonlijke goden met natuurkrachten.
Iosheka is een goedaardige god, die ziekten geneest en demonen heeft verslagen. Hij heeft de eerste mensen gemaakt en hun verschillende magische en ceremoniële rituelen geschonken. De eveneens van hem afkomstige tabak speelt een centrale rol in de religie van de Irokezen.
Oki is de levenskracht van de Irokezen. Het is vergelijkbaar met Wakanda (Lakota) en de Manitoe (Algonquian).

## Goden
- Hahgwehdiyu - de schepper van maïs. Hij plantte een enkele maïsplant in het lichaam van zijn moeder (Atahensic). De plant groeide en was een geschenk voor de mensheid.

- Atahensic (ook bekend als Ataensic) is een luchtgodin die op aarde neerviel tijdens de schepping. Ze stierf tijdens een bevalling, en is de godin van de vruchtbaarheid, zwangerschap en vrouwelijke vaardigheden.

- Hahgwehdaetgan - de slechte tweelingbroer van Hahgwehdiyu.

- De god Oki is de verpersoonlijking van de levenskracht van de Irokezen, en tevens de naam van de levenskracht zelf.

- Iosheka - schepper van de mens en tabak; genezer van ziekten. Ook in de mythologie van de Huron wordt hij geëerd.

- Gaol - de god van de wind.

- Gohone - de personificatie van de winter.

- Adekagagwaa - de personificatie van de zomer.

- Onatha een vruchtbaarheidsgod en beschermer van boeren, met name verbouwers van tarwe.

- Yosheka - een schepper.

- Tarhuhyiawahku - de reus die de lucht omhoog houdt.

- Jogah - natuurgeesten vergelijkbaar met nymfen en feeën.

- Ha Wen Neyu - de Grote Geest.

- Ya-o-gah - de noordenwind. Een beergeest die de wereld kan vernietigen met ijskoude adem, maar in toom wordt gehouden door Ga-oh (Gaol?). Hij woont in een grot.

## Sosondowah
Sosondowah was een groot jager, bekend vanwege het besluipen van een bovennatuurlijke eland, die gevangengenomen werd door de Dageraad, een godin die hem als opziener nodig had. Hij werd verliefd op de vrouw Gendenwitha (zij die de dag brengt). Hij trachtte haar met gezang te verleiden. In de lente zong hij als een sialia, 's zomers als een merel. In de herfst zong hij als een havik, die vervolgens probeerde Gendenwitha mee te nemen naar de lucht. Dageraad bond hem aan haar deurpost, waarop ze Gendenwitha omtoverde in de Ochtendster, opdat hij haar de hele nacht kon bekijken, maar nooit met haar verenigd zou kunnen worden. Zij draagt hem nu als versiering aan haar voorhoofd.
Mythologie van A tot Z · Categorie